# 反獨裁民主聯盟

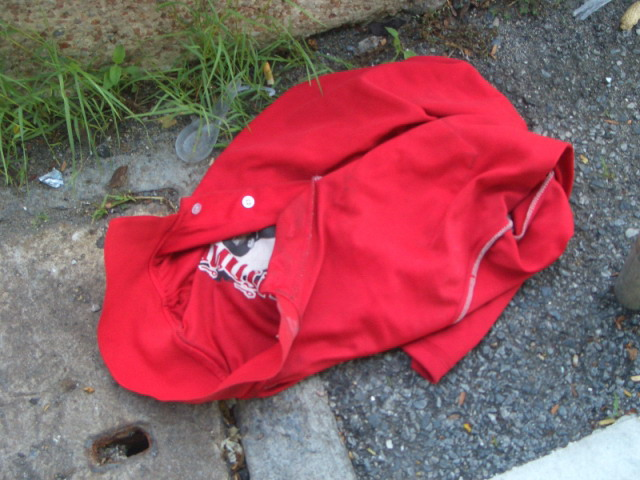
反獨裁民主聯盟支持者的紅色襯衣

反獨裁民主聯盟，簡稱反獨聯或，原名或，是泰國一個反對人民民主聯盟，並支持前泰国总理塔信·欽那瓦的政治團體。由于该团体在行动时常以红色襯衣作为集会服装，泰国人民一般称呼其为「紅衫軍」（เสื้อแดง）。
反獨裁民主聯盟在2006年前總理塔信被政變推翻後成立，是他信的坚定支持者。
在时长一年的軍政府統治時期，反獨聯組織了多次大型反政府示威。
2007年底，親塔信的沙馬·順達衛經選舉上台。但不久后，泰國政治危機再起，沙馬和其繼任者頌猜·旺沙瓦相繼下台，人民民主聯盟勢力的泰國民主黨在小黨支持下重新執政，反獨聯於是再一次掀起街頭抗爭運動，要求總理阿披實辭職、舉行大選。

## 影響
紅衫軍於2010年4月開始集結於曼谷百貨公司、高級飯店聚集的商業區（Rama I 路週邊）及金融區（Silom路週邊）附近，百貨公司及飯店停止營業超過一個月，曼谷高架電車及地鐵亦停止營運，公車因此停駛或改道，先前的衝突迫使部份國家關閉大使館並發出旅遊警示，造成以觀光業為主的泰國經濟蒙受重大損失，同時也加大阿披實政府的壓力，演變成更嚴重的流血衝突。

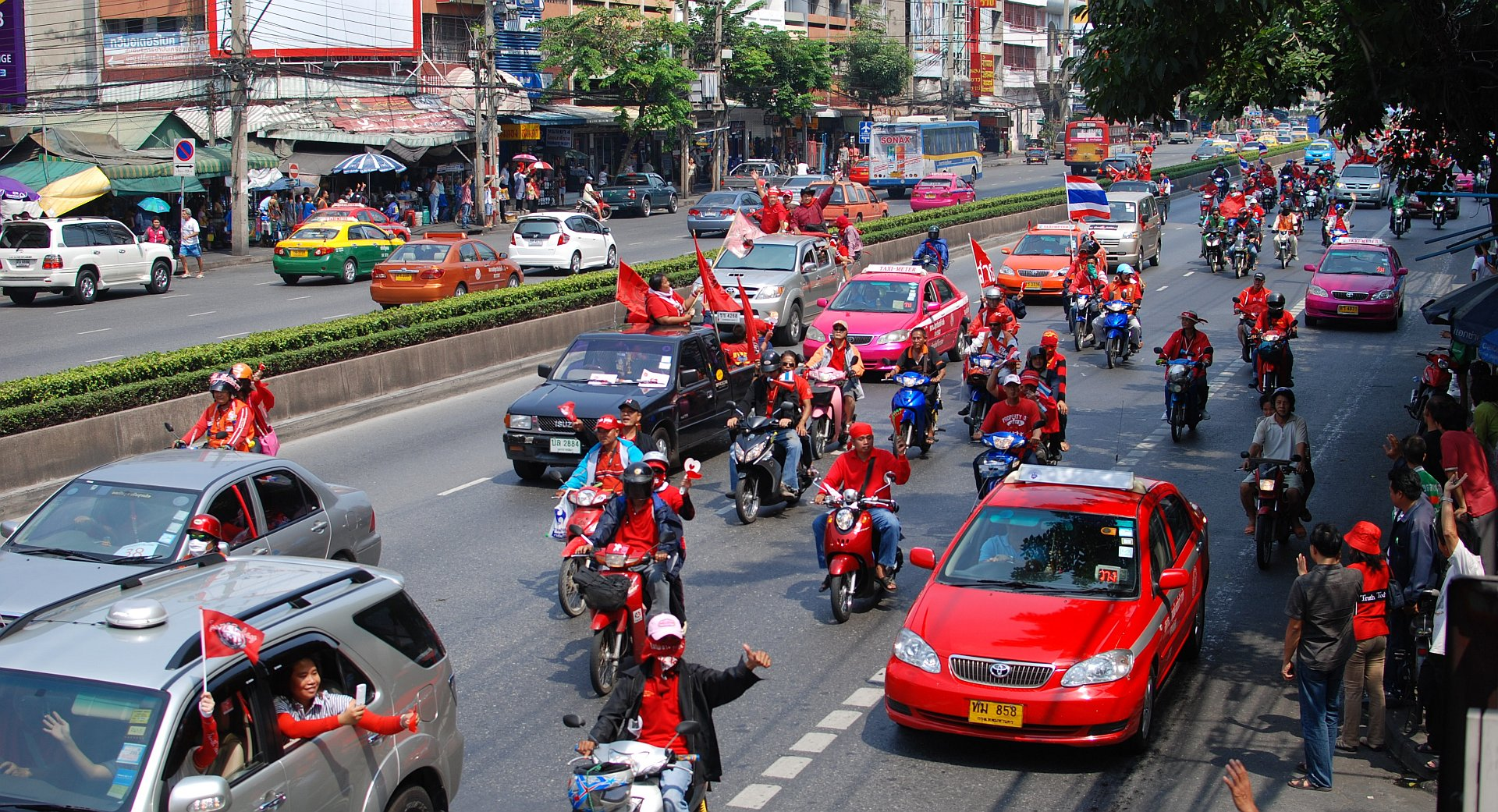
紅杉軍

政府軍警在5月流血清場後，紅衫軍激進派在曼谷市區重要建築縱火，使曼谷許多重要建築全毀或半毀，更加深兩方對立，表面上示威活動已在曼谷結束，但長期貧富不均、城鄉矛盾所造成的社會問題仍舊沒有解決，亦對泰國政治埋下不安的種子，而阿披實政府管治的合法性亦受到質疑。
2011年7月3日，獲他信支持的為泰黨在泰國國會選舉中勝出，成為了泰國的執政黨。